# NGC 2276
NGC 2276 est une galaxie spirale intermédiaire située dans la constellation de Céphée. NGC 2276 a été découverte par l'astronome allemand August Winnecke en 1876.

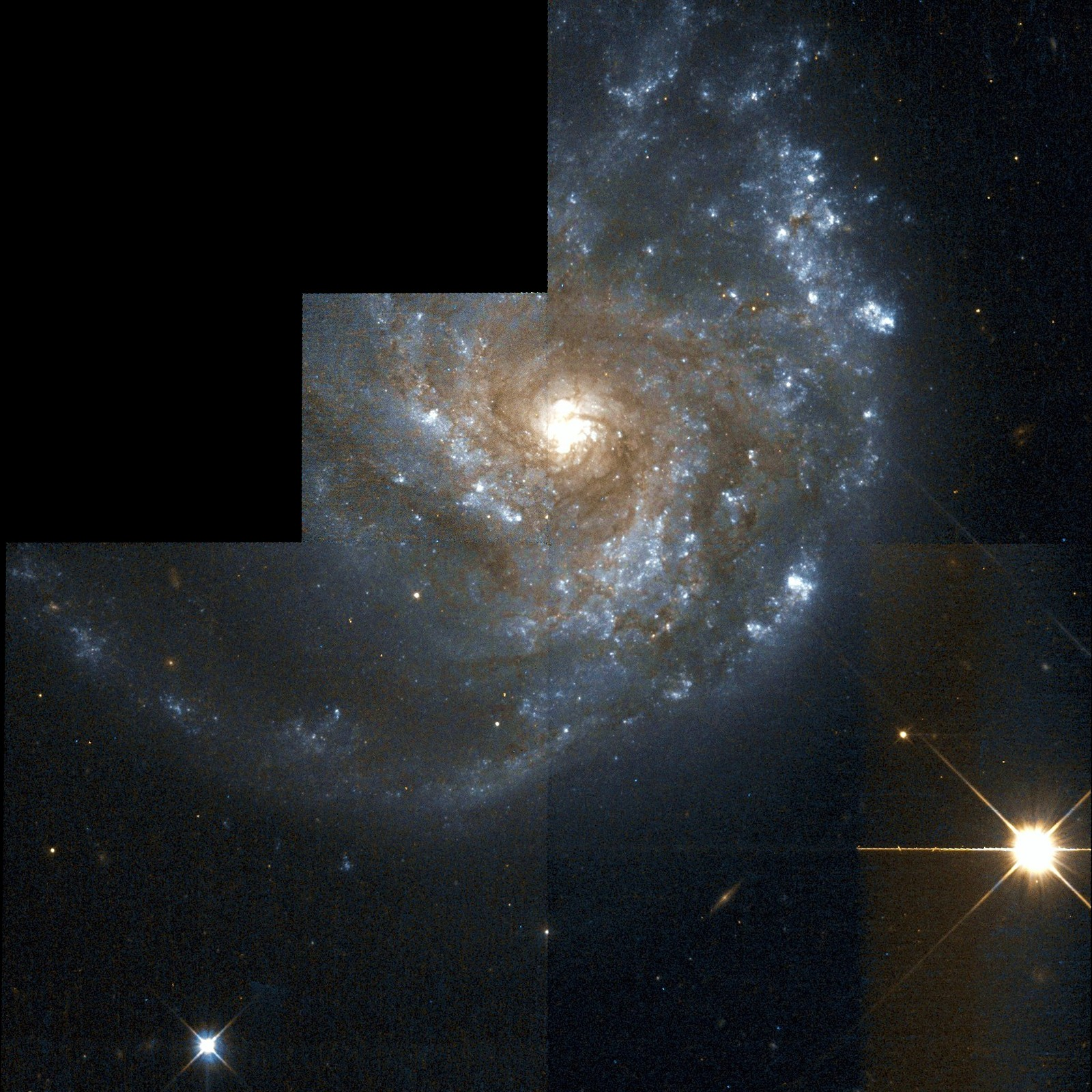
Gros plan sur la galaxie NGC 2276 par le télescope spatial Hubble.
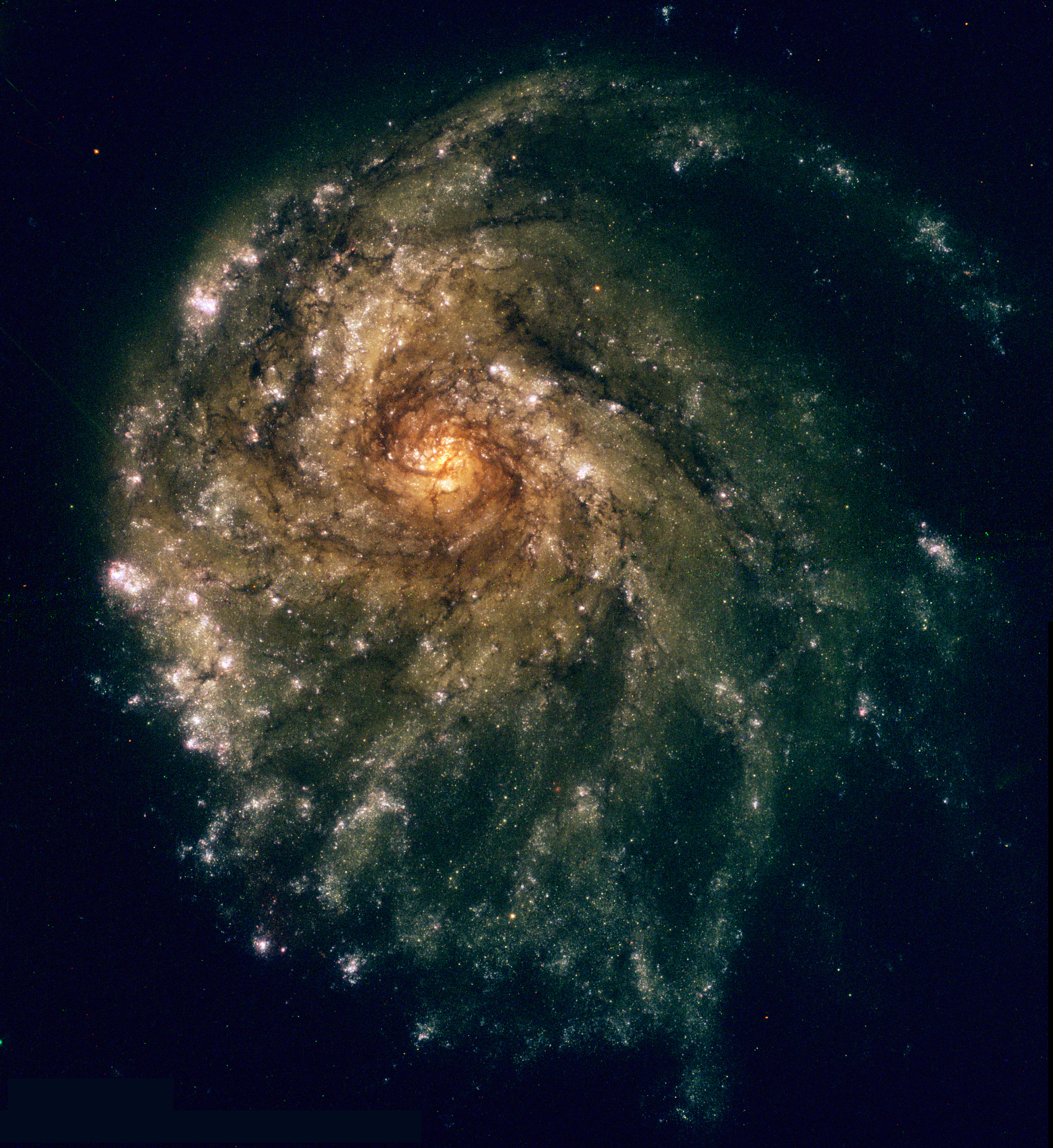
Une autre image de NGC 2276 par le télescope spatial Hubble.

## Caractéristiques
La classe de luminosité de NGC 2276 est III et elle présente une large raie HI. 

### Distance
Sa vitesse par rapport au fond diffus cosmologique est de 2 385 ± 3 km/s, ce qui correspond à une distance de Hubble de 35,2 ± 2,5 Mpc (∼115 millions d'al).
À ce jour, une dizaine de mesures non basées sur le décalage vers le rouge (redshift) donnent une distance de 20,390 ± 6,562 Mpc (∼66,5 millions d'al), ce qui est à l'extérieur des valeurs de la distance de Hubble. Notons cependant que c'est avec la valeur moyenne des mesures indépendantes, lorsqu'elles existent, que la base de données NASA/IPAC calcule le diamètre d'une galaxie et qu'en conséquence le diamètre de NGC 2276 pourrait être d'environ 30,2 kpc (∼98 500 al) si on utilisait la distance de Hubble pour le calculer.

### Luminosité dans l'infrarouge
La luminosité de la galaxie NGC 2376 dans l'infrarouge lointain (de 40 à 400 µm)  est égale à 4,79 × 1010 {\displaystyle L_{\odot }} (1010,68{\displaystyle L_{\odot }}) et sa luminosité totale dans l'infrarouge (de 8 à 1 000 µm) est de 6,46 × 1010 {\displaystyle L_{\odot }} (1010,81{\displaystyle L_{\odot }}).

## Galaxies particulières de Halton Arp
NGC 2276 figure dans l'atlas des galaxies particulières de Halton Arp sous la cote Arp 25, mais également sous la cote Arp 114. Sous la désignation Arp 25, Arm mentionne que cette galaxie présente des bras spiraux avec des portions droites et sous la désignation Arp 114, Arp mentionne que la galaxie NGC 2300 semble perturbée par la présence de NGC 2276

## Trou noir intermédiaire
On a découvert dans cette galaxie l'objet NGC 2276-3c (pl) qui serait un trou noir intermédiaire d'une masse estimée à 50 000 masses solaires.

## Trou noir supermassif
Selon un article basé sur les mesures de luminosité de la bande K de l'infrarouge proche du bulbe de NGC 2276, on obtient une valeur de 106,9 {\displaystyle M_{\odot }} (7,9 millions de masses solaires) pour le trou noir supermassif qui s'y trouve.

## Supernova
Six supernovas ont été découvertes dans NGC 2276 : SN 2005dl, SN 1993X, SN 1968W, SN 1968V, SN 1962Q et SN 2016gfy.

### SN 2016gfy
Cette supernova a été découverte le 13 septembre 2016 par l'astronome amateur italien Alessandro Dimai. Cette supernova était de type II.

### SN 2005dl
Cette supernova a été découverte le 25 août 2005 par les astronomes amateurs italiens Alessandro Dimai et Marco Migliardi, membres de l'association CROSS de l'association astronomique de Cortina. Cette supernova était de type II.

### SN 1993X
Cette supernova a été découverte le 22 août 1993 par Treffers, Filippenko, Leibundgut, Paik, Lee et Mike Richmond. Cette supernova était de type II.

### SN 1968W
Cette supernova a été découverte le 24 mars 1968 par un dénommé Iskudarian. Le type de cette supernova n'a pas été déterminé.

### SN 1968V
Cette supernova a été découverte le 26 janvier 1968 par un dénommé Shachbazian. Le type de cette supernova n'a pas été déterminé.

### SN 1962Q
Cette supernova a été découverte le 25 février 1962 par Shachbazian et Iskudarian. Le type de cette supernova n'a pas été déterminé.

## Groupe de NGC 2276
NGC 2276 fait partie d'un groupe de galaxies d'au moins 13 membres qui porte son nom. Les autres galaxies du groupe de NGC 2276 inscrites au catalogue NGC et au catalogue IC sont NGC 2268, NGC 2300, IC 455, IC 469, IC 499 et IC 512. S'ajoutent à ces 7 galaxies, les galaxies 3496, 3522, 3890, 4078, 4348 et 4612 du catalogue UGC.

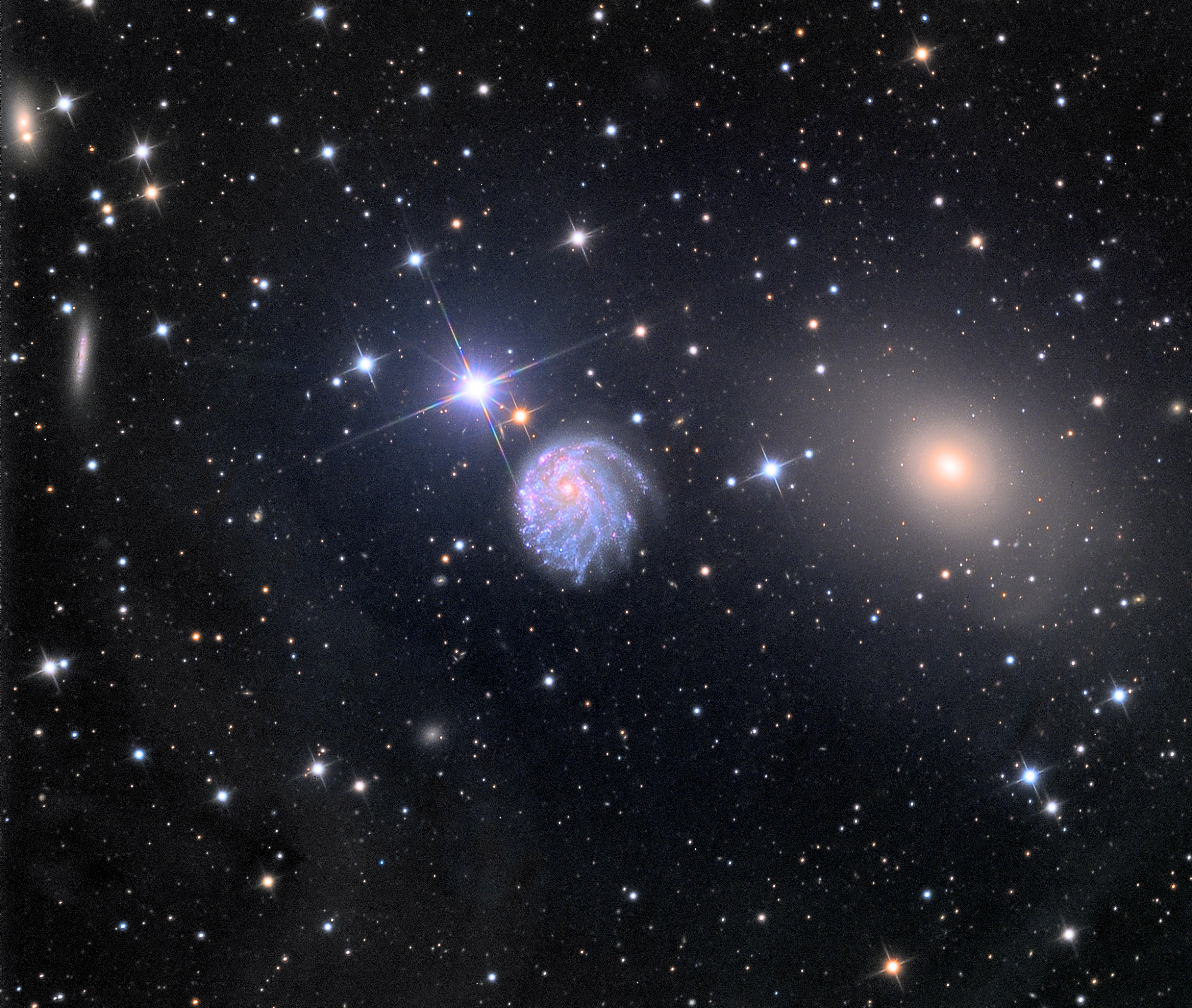
NGC 2276 (au centre) et la galaxie elliptique NGC 2300 (à droite). Ces deux galaxies sont à des distances semblables de nous. À cause de la grande quantité de jeunes étoiles de NGC 2276 et de la structure désordonnées de ses bras spiraux, certaines pensent que ces deux galaxies sont en interaction gravitationnelle.